# Solano County Green Valley AVA
Solano County Green Valley AVA (anerkannt seit dem 29. Dezember 1982) ist ein Weinbaugebiet im US-Bundesstaat Kalifornien. Das Gebiet liegt im küstennahen Verwaltungsgebiet Solano County. Das als Green Valley definierte Gebiet ist ca. 1,6 km × 6,4 km groß. Das Gebiet mit geschützter Herkunftsbezeichnung liegt nordöstlich der Bucht von San Pablo und südöstlich des Weinbaugebiet Napa Valley AVA. Die kühlen Brisen aus der nahen Bucht sowie häufig kühler Nebel bilden ähnlich wie bei der nahe gelegenen Los Carneros AVA und Oak Knoll District of Napa Valley AVA ein Mikroklima, dass sich deutlich vom heißen Klima der weiter nördlich gelegenen Regionen des Napa Valley und des Sonoma Valley unterscheiden.